# Drepanacra khasiana
Drepanacra khasiana är en insektsart som först beskrevs av Douglas E. Kimmins 1940.  Drepanacra khasiana ingår i släktet Drepanacra och familjen florsländor. Inga underarter finns listade i Catalogue of Life.